# Traktat
Traktat (lat. tractatus – obrađivanje) je opširna i detaljna rasprava ili studij o nekom određenom pitanju ili predmetu.
Pod traktatom se ponekad podrazumijeva i ugovor između dviju država.